# México nos Jogos Pan-Americanos de 1999
O México competiu nos Jogos Pan-Americanos de 1999, em Winnipeg, no Canadá.